# Droga wojewódzka 670
Die Droga wojewódzka 670 (DW 670) ist eine 71 Kilometer lange Droga wojewódzka (Woiwodschaftsstraße) in der polnischen Woiwodschaft Podlachien, die Osowiec-Twierdza mit dem Grenzübergang nach Belarus verbindet. Die Strecke liegt im Powiat Moniecki und im Powiat Sokólski.

## Streckenverlauf
Woiwodschaft Podlachien, Powiat Moniecki
-  Osowiec-Twierdza (DK 65, DW 668)
- Goniądz (Gonionds)
- Karpowicze

Woiwodschaft Podlachien, Powiat Sokólski
-  Suchowola (DK 8)
- Podbagny
-  Osowiec-Twierdza (DW 673)
- Nowy Dwór
- Chworościany
-  Grenzübergang ( Belarus)